# O’Neill Regional Park
Der O’Neil Regional Park ist ein größerer Stadtpark im östlichen Orange County, Kalifornien. Der etwa 1800 ha große Park umschließt Lebensräume der Canyons und
beinhaltet Campingplätze und Wanderwege sowie Rad- und Reitwege. Der Park wurde im Jahr 1948 gegründet, als die Besitzer der O’Neill Ranch 113 ha für Erholungszwecke gespendet hatten. Weitere Zukäufe zwischen 1948 und 1982 haben den Park auf seine heutige Größe erweitert.

## Lage und Geografie
Der Park liegt am Fuß der Santa Ana Mountains und schließt 7,5 Meilen des Trabuco Creek ein, ein größerer saisonaler Wasserlauf. Der Creek führt normalerweise nur im Winter und Frühling Wasser. In den Tälern finden sich Eichen und Platanen-Wälder, auf den Bergflanken Kakteen, Wilder Buchweizen, Wüsten-Beifuß, Chaparral und Kreuzdorn.
Zu achten ist auf Berglöwen und Klapperschlangen.